# بخش چمپاوت
بخش چمپاوت (به انگلیسی: Champawat district) یک بخش در هند است که در اوتاراکند واقع شده‌است. بخش چمپاوت ۱٬۷۶۵٫۷۸ کیلومتر مربع مساحت و ۲۵۹٬۶۴۸ نفر جمعیت دارد.